# Ori Tsamanta, Filiaton, Farmakovouni, Megali Rachi
Ori Tsamanta, Filiaton, Farmakovouni, Megali Rachi este o arie protejată (arie de protecție specială avifaunistică — SPA) din Grecia întinsă pe o suprafață de 19.893,77 ha, integral pe uscat.

## Localizare
Centrul sitului Ori Tsamanta, Filiaton, Farmakovouni, Megali Rachi este situat la coordonatele 39°44′06″N 20°21′46″E / 39.734883°N 20.362667°E.

## Înființare
Situl Ori Tsamanta, Filiaton, Farmakovouni, Megali Rachi a fost declarat arie de protecție specială avifaunistică în octombrie 2002 pentru a proteja 19 specii de animale.

## Biodiversitate
Situată în ecoregiunea mediteraneană, aria protejată nu include niciun habitat protejat.
La baza desemnării sitului se află mai multe specii protejate de  păsări (19): uliu cu picioare scurte (Accipiter brevipes), fâsă-de-câmp (Anthus campestris), lăstunul mare (Apus apus), buha (Bubo bubo), șorecarul comun (Buteo buteo), caprimulg (Caprimulgus europaeus), șerpar (Circaetus gallicus), lăstun de casă (Delichon urbicum), presură de grădină (Emberiza hortulana), șoim călător (Falco peregrinus), muscar-gulerat (Ficedula albicollis), rândunică (Hirundo rustica), sfrâncioc roșiatic (Lanius collurio), Leiopicus medius, grangur (Oriolus oriolus), vrabie negricioasă (Passer hispaniolensis), viespar (Pernis apivorus), turturică (Streptopelia turtur), Tachymarptis melba
Pe lângă speciile protejate, pe teritoriul sitului au mai fost identificate 1 specie de păsări.